# Parviz Koozehkanani
Parviz Koozehkanani (en persa: پرویز کوزه کنانی‎; Teherán, Irán; 1 de julio de 1929 – Los Angeles, California; 5 de agosto de 2025) fue un futbolista iraní que jugó en la posición de delantero centro.

## Carrera

### Club
| Periodo   | Club                |
| --------- | ------------------- |
| 1949–1957 | Taj FC              |
| 1957      | 1. FC Köln          |
| 1958      | Bayer 04 Leverkusen |
| 1958–1965 | Taj FC              |

### Selección nacional
Jugó para Irán en siete ocasiones de 1951 a 1962 y anotó dos goles; participó en dos ediciones de los Juegos Asiáticos donde ganó la medalla de plata en 1951.

## Logros

### Club
- Campeonato de Copa de Fútbol de Irán (1): 1957
- Liga de Teherán (6): 1949–50, 1952–53, 1956–57, 1959–60, 1960–61, 1962–63
- Copa Hazfi de Teherán (3): 1950–51, 1958–59, 1960–61

### Individual
- Goleador del Campeonato de Copa de Fútbol de Irán en 1957 (12 goles).